# Petrokéfalo
Petrokéfalo, en grec moderne : Πετροκέφαλο, est un village du dème de Héraklion, dans le district régional de Héraklion, de la Crète, en Grèce. Selon le recensement de 2011, la population de Petrokéfalo compte 182 habitants.
Le village est situé à une distance de 16 km de Héraklion.